# The Ting Tings
The Ting Tings este un duet alcătuit din muzicienii englezi Katie White și Jules De Martino, activ începând cu anul 2006. Încă de la apariție, grupul The Ting Tings a reprezentat mult interes pentru critica de specialitate, muzica lor fiind greu de înclus într-o anumită categorie muzicală, printre stilurile muzicale abordate numărându-se muzica indie electronică, indie rock sau drum and bass. Formația s-a format în Salford, când White și De Martino, dezamăgiți de experiențele anterioare prin capcanele industriei muzicale, au decis să pună bazele unui duet. Discul single de debut al formației, „That's Not My Name”, a ajuns un șlagăr considerabil, transformând The Ting Tings într-una dintre cele mai de succes formații de pe scena muzicii muzica electro-pop din Marea Britanie.
Albumul de debut al formației, We Started Nothing (2008), s-a poziționat încă de la lansare direct pe primul loc în clasamentele de specialitate din Regatul Unit, materialul discografic înregistrând vânzări de peste 1 milion de exemplare pe plan mondial. După o interpretare captivantă pe scena de deschidere a festivalului Glastonbury, în vara anului 2007, formația a început să lucreze la noi piese, „Fruit Machine” fiind lansat în toamna lui 2007, urmat de „Great DJ” în martie 2008, „Shut Up and Let Me Go” (premiat cu discul de aur în SUA), „Be the One” și „We Walk”. 
Pe parcursul anului 2008 Katie și Jules au fost recompensați cu premiul pentru cel mai bun videoclip din Marea Britanie la ceremonia MTV Music Video Awards, precum și premii la categoriile „cea mai bună formație de muzică pop”, „debutul anului” și „imnul verii” în cadrul premiilor UK Festival Awards 2008. 
Formația The Ting Tings va concerta la București la data de 4 iulie, în cadrul festivalului B’estfest, printre ceilalți participanți numărându-se Gabriella Cilmi, The Killers sau Moby.

## Istoria formației

### Începutul. Primele activități muzicale
La sfârșitul anilor 1990 Katie White cânta într-o formație de fete numită TKO (numele constituie abrevierea sintagmei „Total Knock Out”), care îl avea ca impresar pe tatăl interpretei și care era susținută de casa de înregistrări a acestuia. Grupul s-a bucurat de succes fluctuant, componentele sale fiind invitate să cânte în deschiderea concertelor susținute de Atomic Kitten sau Steps. Katie White îl întâlnește pe tânărul muzician Jules De Martino în martie 2001, care acceptă să compună patru cântece pentru formația TKO. Nebeneficiind de promovare, grupul TKO s-a destrămat rapid, iar White și-a continuat studiile la universitatea din Leeds. 
La scurt timp îl reîntâlnește pe De Martino și cu sprijinul unui prieten care lucra ca DJ, Simon Templeman, cei trei pun bazele unei formații numite Dear Eskiimo. Pe parcursul anului 2004, ei au concertat alături de câteva grupuri locale de muzică rock, iar la finele aceluiași an ei au obținut un contract oferit de casa de înregistrări Mercury Records. Între cele două părți au apărut conflicte referitoare la creativitatea muzicii pe care o cânta Dear Eskiimo, iar formația a pierdut contractul cu Mercury Records. Fiind dezamăgiți de această experiență dar și de capcanele industriei muzicale, cei trei au hotărât să nu mai activeze pe plan muzical pentru o perioadă.

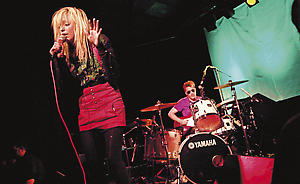
Formația The Ting Tings la Festivalul Soundhaus în 2008

Fiind dornici să cunoască succesul Katie White (vocal, chitară, pian, tobe bas) și Jules De Martino (vocal, percuție, claviatură) au pus, la cumpăna dintre anii 2006 și 2007, bazele unui duet numit The Ting Tings. Pseudonimul ales derivează din numele unei foste colege a lui White, Ting Ting, care are origini chineze. Formația s-a bucurat de succes regional, fiind invitați să cânte la diverse petreceri private care au avut loc la
Islington Mill, Salford. Printre persoanele care au participat la interpretările celor doi s-a numărat și producătorul cu renume internațional Rick Rubin, care le-a oferit un contract de promovare, el fiind unul dintre reprezentanții de bază ai companiei Columbia Records.

### Primele succese și «We Started Nothing» (2007 - 2009)
La scurt timp, cei doi au început să compună câteva cântece pentru albumul de debut. „That's Not My Name” și „Great DJ”, primele discuri single ale formației, au fost lansate simultan în primăvara anului 2007 în Regatul Unit. Cele două cântece au primit difuzări frecvente din partea posturilor de radio regionale, devenind șlagăre de calibru mediu. La scurt timp a început promovara unui alt disc single, intitulat „Fruit Machine”, care i-a propulsat pe membrii grupului The Ting Tings pe scenele unor evenimente muzicale cu renume din Europa. Formația a avut interpretări notabile în cadrul unor festivaluri precum cele din Glastonbury, Salford sau Islington. De asemenea, în vara anului 2007, The Ting Tings a susținut concerte în cele mai mari universități din Anglia, alături de formația britanică Reverend and the Makers. 
Fiind conștienți de interesul în creștere al publicului față de muzica produsă de cei doi muzicieni, reprezentanții casei de înregistrări Columbia Records le-au oferit acestora ocazia de a-și lansa propriul albumul de studio. La finele anului 2007, în timp ce creau noi cântece pentru albumul lor de debut, The Ting Tings au avut câteva apariții în cadrul câtorva televiziuni importante din Regatul Unit precum BBC și au concertat local alături de formații precum The Cribs, Joe Lean and the Jing Jang Jong sau Does It Offend You, Yeah?.
Albumul de debut al grupului, intitulat We Started Nothing a început să fie comercializat la data de 16 mai a anului 2008. La scurt timp, materialul discografic a câștigat prima poziție în clasamentul UK Albums Chart și a primit discul de platină în Regatul Unit pentru vânzări de peste 300,000 de exemplare. Ulterior, cântecele „That's Not My Name” și „Great DJ” au fost relansate, beneficiind de promovare masivă din partea posturilor de radio locale, primul menționat devenind primul șlagăr al formației care a ocupat primul loc în clasamentul UK Singles Chart.
La data de 9 iulie 2008, membrii grupului The Ting Tings au fost invitați de reprezentanții companiei iTunes să cânte în cadrul unui recital ce a avut loc în clubul KOKO. Intepretarea acestora a fost înregistrată și imprimată pe un EP în format digital, intitulat iTunes Live: London Festival ‘08. În vara anului 2008 cântecele „Shut Up and Let Me Go” și „Be the One” au fost extrase pe disc single și s-au bucurat de succes în Europa, ajutând albumul We Started Nothing să rămână pe primele poziții ale clasamentelor de specialitate.

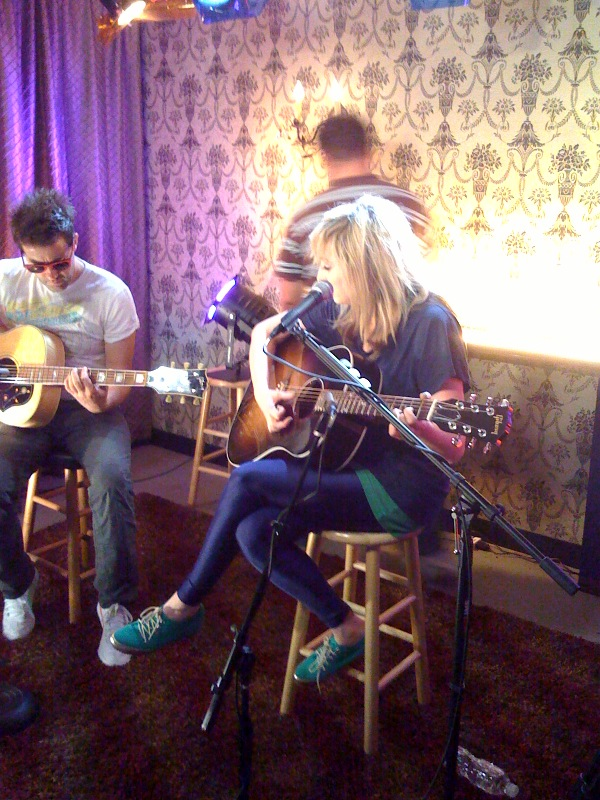
Formația The Ting Tings în studioul de înregistrări din Yucca Corridor, Los Angeles la data de 6 august, 2008.

În toamna anului 2008, în cadrul premiilor MTV Video Music Awards, duetul The Ting Tings a susținut un mic recital, interpretând șlagărele „That's Not My Name” și „Shut Up and Let Me Go” în compania basistului formației Blink-182, Travis Barker. În aceeași seară, grupul a câștigat un premiu la categoria „Cel mai bun videoclip din Regatul Unit” pentru „Shut Up and Let Me Go”, ceilalți nominalizați fiind Coldplay, Duffy, Leona Lewis și Estelle.
La finele anului 2008, cei doi membrii ai formației au călătorit în diferite regiuni ale Asiei pentru a-și promova materialele discografice lansate, printre locațiile vizitate numărându-se Singapore, Australia și Noua Zeelandă.
În februarie, 2009 cântecul „We Walk” a fost extras pe disc single, fiind promovat prin intermediul unui videoclip produs de Ben Ib. În ciuda campaniei de promovare realizată în sprijinul cântecului, acesta nu a dobândit clasări semnificative în clasamentele de specialitate din țările anglofone.

### Cel de-al doilea album de studio (2009)
Conform unui interviu acordat publicației britanice NME, cei doi membrii ai formației The Ting Tings vor compune cântece pentru viitorul lor album de studio pe parcursul anului 2009, în timp ce se vor afla în Paris și Berlin. De asemenea, Katie White a menționat că intenționează să aducă câteva schimbări stilistice odată cu lansarea noului material discografic.

## Stilul muzical
Încă de la formare, grupul The Ting Tings a reprezentat mult interes pentru critica de specialitate, muzica lor fiind greu de înclus într-o anumită categorie muzicală. Abordarea stilistică a discului de debut, We Started Nothing, cuprinde o largă paletă de genuri muzicale, printre acestea numărându-se pop-ul contemporan, rock sau dance. Muzica acestora este influențată puternic de subgenuri precum muzica indie electronică, indie rock sau drum and bass. Site-ul de critică muzicală allmusic a făcut o recenzie completă albumului We Started Nothing, remarcând „felul în care muzica dansantă a acestora își ispitește ascultătorii și îi captivează până în momentul în care cântecele devin enervante.” Conform aceleiași surse, cele mai bune compoziții muzicale ale albumului sunt piesele „That's Not My Name” și „Shut Up and Let Me Go”, care emană un val puternic de energie, refrenele fiind scurte și foarte ușor de reținut.
Conform unui interviu acordat tabloidului britanic The Guardian, Katie White și-ar fi dorit ca publicul să remarce mult mai mult stilul în care muzica lor îi atrage pe ascultători și îi face pe aceștia să cânte refrenele în același timp cu ei. Ea a continuat declarând: „Eu nu am o voce foarte înală sau foarte joasă, iar versurile cântecelor noastre sunt melodioase, oricine putând să le cânte”.

## Discografie

### Albume de studio
- We Started Nothing (2008)
- Sounds from Nowheresville (2012)
- Super Critical (2014)

### Discuri single
- „Fruit Machine” (2007) (relansat în 2009)
- „Great DJ” (2008)
- „That's Not My Name” (2008)
- „Shut Up and Let Me Go” (2008)
- „Be the One” (2008)
- „We Walk” (2009)
- „Hands” (2010)
- „Hang It Up” (2011)
- „Hit me Down Sonny” (2012)
- „Wrong Club” (2014)
- „Do It Again” (2014)

## Premii și realizări
| Anul | Ceremonia                              | Categoria                                                  | Rezultatul     |
| ---- | -------------------------------------- | ---------------------------------------------------------- | -------------- |
| 2008 | MTV Video Music Awards 2008            | Videoclipul anului („Shut Up And Let Me Go”)               | nominalizare   |
| 2008 | MTV Video Music Awards 2008            | Cel mai bun videoclip britanic („Shut Up And Let Me Go”)   | câștigat       |
| 2008 | Vodafone Live Music Awards 2008        | Debutul anului                                             | câștigat       |
| 2008 | BT Digital Music Awards 2008           | Cea mai bună formație de muzică pop                        | nominalizare   |
| 2008 | Q Awards 2008                          | Debutul anului                                             | nominalizare   |
| 2008 | Q Awards 2008                          | Cel mai bun șlagăr („That's Not My Name”)                  | nominalizare   |
| 2008 | Q Awards 2008                          | Cel mai bun videoclip („That's Not My Name”)               | nominalizare   |
| 2008 | MTV Europe Music Awards 2008           | Cea mai bună formație britanică                            | nominalizare   |
| 2008 | UK Festival Awards 2008                | Cea mai bună formație de muzică pop                        | câștigat       |
| 2008 | UK Festival Awards 2008                | Debutul anului                                             | câștigat       |
| 2008 | UK Festival Awards 2008                | Imnul verii („That's Not My Name”)                         | câștigat       |
| 2008 | mtvU Woodie Awards 2008                | Cea mai bună interpretare                                  | nominalizare   |
| 2008 | Nickelodeon UK Kids Choice Awards 2008 | Cel mai bun șlagăr                                         | nominalizare   |
| 2008 | Triple J Hottest 100, 2008             | Lista celor mai populare melodii („That's Not My Name”)    | poziția nr. 9  |
| 2008 | Triple J Hottest 100, 2008             | Lista celor mai populare melodii („Shut Up and Let Me Go”) | poziția nr. 78 |
| 2009 | BRIT Awards 2009                       | Cea mai bună formație britanică debutantă                  | nominalizare   |
| 2009 | BRIT Awards 2009                       | Cel mai bun album britanic (We Started Nothing)            | nominalizare   |
| 2009 | NME Awards 2009                        | Cel mai bun șlagăr („That's Not My Name”)                  | nominalizare   |
| 2009 | MTV Australia Awards 2009              | Debutul anului                                             | nominalizare   |